# 岡見城
岡見城（おかみじょう）は、茨城県牛久市岡見町にあった日本の城。

## 歴史
室町時代から戦国時代に活躍した岡見氏の城で、小野川に面した岡見の台地に築城され南北朝時代から戦国時代まで使われ、土塁や空堀の跡が残っている。岡見氏は、南北朝時代にこの地に城を築き、岡見の地名を名乗るようになったと言い伝えられている。その後の岡見城については詳らかではないが、小田原征伐の際に廃城になったものと考えられる。

## 城の構造
岡見城は、館の回りに空堀を掘り、土塁で囲ってある。本郭は、城山と呼ばれ、城の中心になっている。本郭の東側にも土塁に囲まれた郭がある。
本郭の東側を下ると溜池があり、その東側にはもう一つの郭跡が残されている。

## 天保の岡見村絵図
天保4年（1834年）に書かれた岡見村の絵図が、土浦史備考に掲載されている。この絵図には、3ヶ所の古城が描かれており、本郭・西殿・南殿があったことが分る。ここには、土塁、大堀、大手などが描かれている。また岡見氏が天正10年（1582年）に創立した宝積寺が北側に描かれている。南側にあった岡見城南殿と北側の本郭・西郭の間の山には岡見氏の氏神を祀った八幡社が描かれている。ここには、小野川寄りに長い土塁跡と枡形の大手が見られ、城の一部であったものと推察される。

## 西殿と南殿
岡見氏の始祖をたどると、いくつかの系譜がある。小田氏系譜によると「小田治久の五男邦知が岡見に住んで岡見西殿と云われた」とされる。一方、応永2年（1395年）「米良文書」旦那願文写には「常陸国小田の一族河内郡岡見郷に南殿三郎朝義」の名が記されている。 

## 参考資料
- 牛久市史 原始中世古代編